# 562.ª Divisão de Granadeiros (Alemanha)
A 562ª Divisão de Granadeiros (em alemão:562. Grenadier-Division) foi uma unidade militar que serviu no Exército alemão durante a Segunda Guerra Mundial. Foi renomeada para 562. Volksgrenadier Division no dia 9 de outubro de 1944, lutando na Polônia e no Leste da Prússia, sendo destruída no mês de abril de 1945.

## Comandantes
| Comandante                         | Data                                         |
| 562ª Divisão de Granadeiros        | 562ª Divisão de Granadeiros                  |
| ---------------------------------- | -------------------------------------------- |
| Generalmajor Johannes-Oskar Brauer | 20 de julho de 1944 - 9 de outubro de 1944   |
| 562. Volksgrenadier-Division       |                                              |
| Generalmajor Johannes-Oskar Brauer | 9 de outubro de 1944 - 22 de janeiro de 1945 |
| Generalmajor Helmuth Hufenbach     | 22 de janeiro de 1945 - 27 de março de 1945  |

## Área de operações
| Polônia                    | julho de 1944 - outubro de 1944 |
| Polônia & Prússia Oriental | outubro de 1944 - abril de 1945 |